# Terrifyer
Terrifyer es el tercer álbum de estudio de la banda estadounidense de Metal extremo Pig Destroyer . Fue lanzado en 2004 por Relapse Records .
El álbum incluye un segundo disco grabado en DVD-Audio y mezclado con sonido envolvente 5.1 . El disco contiene una canción de sludge metal y math rock llamada " Natasha ". El lanzamiento japonés de Terrifyer incluye cuatro bonus tracks e incluye "Natasha" como segundo CD en lugar de DVD. "Natasha" fue reeditado en un CD regular como un lanzamiento separado en 2008. El folleto del álbum presenta una historia de seis páginas sobre cómo Natasha se convirtió en "Terrifyer". Algunas copias de Terrifyer se lanzaron con una hoja de papel en la portada para ocultar la obra de arte.
En 2017, Rolling Stone clasificó a Terrifyer en el puesto 88 en su lista de "Los 100 mejores álbumes de metal de todos los tiempos". "Gravedancer" apareció en la banda sonora de Tony Hawk's American Wasteland como una versión reducida de 1:47 (terminando donde comienza la muestra).
| Número | Título                                     | Duración |
| ------ | ------------------------------------------ | -------- |
| 1.     | "Intro"                                    | 0:41     |
| 2.     | "Pretty in Casts"                          | 1:16     |
| 3.     | "Boy Constrictor"                          | 0:58     |
| 4.     | "Scarlet Hourglass"                        | 0:57     |
| 5.     | "Thumbsucker"                              | 1:33     |
| 6.     | "Gravedancer"                              | 3:01     |
| 7.     | "Lost Cause"                               | 0:54     |
| 8.     | "Sourheart"                                | 0:53     |
| 9.     | "Towering Flesh"                           | 3:35     |
| 10.    | "Song of Filth"                            | 0:41     |
| 11.    | "Verminess"                                | 1:16     |
| 12.    | "Torture Ballad"                           | 1:21     |
| 13.    | "Restraining Order Blues"                  | 1:32     |
| 14.    | "Carrion Fairy"                            | 2:30     |
| 15.    | "Downpour Girl"                            | 1:30     |
| 16.    | "Soft Assassin"                            | 1:27     |
| 17.    | "Dead Carnations"                          | 1:30     |
| 18.    | "Crippled Horses"                          | 1:34     |
| 19.    | "The Gentleman"                            | 1:23     |
| 20.    | "Crawl of Time"                            | 1:30     |
| 21.    | "Terrifyer"                                | 2:12     |
| 22.    | "Dress in Gasoline" (Japanese bonus track) | 1:56     |
| 23.    | "The Cutting Room" (Japanese bonus track)  | 0:51     |
| 24.    | "Blurface" (Japanese bonus track)          | 0:48     |
| 25.    | "Doomspell" (Japanese bonus track)         | 2:18     |

| Disc two (Japanese version) |           |          |  |
| N.º                         | Título    | Duración |  |
| 18.                         | «Natasha» |          |  |

| DVD |           |          |  |
| N.º | Título    | Duración |  |
| 18. | «Natasha» |          |  |

## Personal
- Brian Harvey - batería
- JR Hayes – voz, diseño
- Scott Hull – guitarras, bajo ("Natasha"), ingeniería, producción, masterización
- Matthew Mills - solo ("Towering Flesh")
- Richard "Grindfather" Johnson - voz ("Crawl of Time")
- Katherine Katz - voz ("Lost Cause")
- Chris Taylor – arte
- Jonathan Canady – diseño
- Matthew F. Jacobson - producción ejecutiva

1. ↑  «Rolling Stone Share Their Choices For ‘The 100 Greatest Metal Albums Of All Time’». The PRP. Consultado el 17 de julio de 2019.

- Datos: Q3984766